# Tàhir ibn al-Hussayn
Tàhir ibn al-Hussayn ibn Mússab ibn Ruzayq (àrab: طاهر بن الحسينبن بن مصعب بن زريق, Ṭāhir b. al-Ḥusayn b. Muṣʿab b. Ruzayq) o, més senzillament, Tàhir ibn al-Hussayn, conegut també pel làqab Dhu-l-Yaminayn (àrab: ذو اليمينين, Ḏū l-Yamīnayn, ‘l'Ambidextre’) (Bushang, 776 - Merv, 822), fou el fundador de la dinastia dels tahírides del Khorasan. La nisba aristocràtica d'al-Khuzaí els derivava per haver estat mawles i no pas per dret propi.
El seu besavi Ruzaiq fou un mawla del governador de Sistan Abu-Muhàmmad Talha ibn Abd-Al·lah al-Khuzaí (governador 681/682 a 683/684); el seu avi Musab va participar en el moviment abbàssida al Khorasan (fou secretari del dai Sulayman ibn Khatir al-Khuzai) i va rebre un petit feu a Ghurian prop d'Herat (ciutat que també hauria governat en algun moment) que va heretar el seu fill Hussayn. Sota el governador de Khorasan, Ibn Màhan (796-806), hi va haver disturbis a la província pels seus atacs als nobles, entre els quals els tahírides; Hussayn va escapar de les persecucions fent el pelegrinatge a la Meca (806); Tahir fou empresonat per un temps i maltractat i quan fou alliberat va lluitar al costat de Hàrthama ibn Àyan contra Rafi ibn al-Layth quan aquest es va revoltar a la regió de Samarcanda (808) però quan el califa va deposar Alí i va enviar al general Hàrthama ibn Àyan contra els rebels kharigites, Rafi va retornar a l'obediència.
Durant la guerra civil al califat Tahir va dirigir les forces d'Abu-Jàfar Abd-Al·lah (califa al-Ma'mun 813-33) que va assolir el govern de la província (806-813) i les seves forces van aconseguir una important victòria a Rayy el maig del 811 sobre l'exèrcit d'Al-Amín dirigit pel seu enemic personal Alí ibn Issa ibn Mahan. Per la seva habilitat de fer anar l'espasa amb les dues mans fou anomenat Du'l-yaminayn, (ambidextre); llavors Tàhir va conquerir Qazwin, Hulwan, Kanekin i Ahwaz i va assetjar Bagdad el 812-813 junt amb Hàrthama ibn Àyan. Al-Amín va obtenir un salva conducte d'Harthama a canvi de l'abdicació però Tàhir el va desautoritzar i va matar el califa, i va enviar el seu cap a al-Mamun al Khorasan.
Com a recompensa va rebre (814) les províncies d'Al-Jazira, Xam (Síria) i el Magreb i la vigilància policia de Bagdad amb residència a Rakka; el 821 quan al-Mamun estava ja instal·lat a Bagdad (des del 818) va transferir les seves províncies orientals a Tàhir nomenat-lo governador del Khorasan.
Es sospitava fins als últims anys que el setembre/octubre del 822 havia omès el nom del califa a la khutba o sermó del divendres a Merv, cosa que equivalia a la revolta, i que per això fou enverinat per Àhmad ibn Abi-Khàlid al-Àhwal, visir d'Al-Mamun (octubre/novembre) però les darrers investigacions apunten que mai es va rebel·lar i que va morir de mort natural; el va succeir el seu fill Talha ibn Tahir. Un altre fill, Abd-Al·lah ibn Tàhir, havia estat nomenat uns mesos abans com a governador del Diyar Rabia.